# 胡国辉
胡国辉（1962年3月—），男，汉族，河北盐山人，中华人民共和国政治人物。曾任迁安市委书记，唐山市委秘书长，唐山市委常委、常务副市长。2019年1月当选唐山市政协主席。2022年4月因涉嫌违纪违法接受纪律审查和监察调查，2023年9月被开除中共党籍，移送检察机关起诉。